# Skočec obecný
Skočec obecný (Ricinus communis) je oblíbená okrasná rostlina nenáročná na pěstování původem ze severovýchodní Afriky a jihozápadní Asie. Je to jediný druh rodu skočec.

## Popis
V evropských podmínkách dorůstá výšky 3 až 3,5 metru. Květy, které se objevují od července do září, jsou nazelenalé (samičí) a červenohnědé (samčí). Květenství latnaté. Plod je tobolka s ostny. Semena obsahují prudký jed ricin, také alkaloid ricinin. Smrtelná dávka pro dospělého člověka je 15–20 semen, pro dítě 3–5 semen. Smrt nastává do jednoho týdne od požití na těžká poškození jater, ledvin a sleziny. Otrava se projevuje nejprve mírně a symptomy se podobají chřipce. Později se objeví bolesti hlavy, pálení v ústech, zvracení, průjem, střevní kolika a vnitřní krvácení.

## Název
Český název souvisí s odskakováním semen ze zralých tobolek. Vědecký název je odvozen od latinského ricinus (klíště). Vzhled semen prý připomíná klíště.

## Rozšíření
V jižnějších a teplejších oblastech roste skočec jako nízká dřevina. V českých podmínkách a na sever od Středozemí obecně je pěstován jako rychle rostoucí jednoletá rostlina.

## Využití
Lisováním semen vzniká ricinový olej, který je po povaření zcela bezpečný a používá se v potravinářství, kosmetice, lékařství a v průmyslu. Působí jako silné laxativum, zevně zmírňuje dermatologické potíže (lupy, vyrážky, zrohovatění kůže). Také je využitelný jako strojní mazadlo.